# Ливинцев, Лев Николаевич
Лев Николаевич Ливинцев (19 октября 1935, Свердловский, Московская область — 24 июля 2003, Зеленоград) — советский государственный и партийный деятель, лауреат Ленинской премии (1974).
Родился 19 октября 1935 в посёлке Свердловский Щёлковского района. В 1953 г. окончил среднюю школу с серебряной медалью, в 1959 г. — Московский инженерно-физический институт (с 2009 года — Национальный исследовательский ядерный университет «МИФИ»).
В 1959—1965 гг. инженер на предприятиях оборонной промышленности, участвовал в разработке комплекса обработки информации Системы противопожарной обороны СССР и создании Центра микроэлектроники.
С 1965 по 1978 г. в Зеленограде:
- 1965—1967 председатель районного комитета народного контроля,
- 1967—1969 второй секретарь РК КПСС,
- 1970—1971 председатель горисполкома.

В 1971 году окончил Высшую партийную школу при ЦК КПСС.
С 1971 по 1978 первый секретарь Зеленоградского РК КПСС.
Под его руководством разработан и утверждён генеральный план развития Зеленограда до 1990 года и затем проводилась большая работа по его реализации.
В 1975 году в Институте кибернетики АН Украинской ССР защитил кандидатскую диссертацию на тему «Использование компьютерной техники и технологии в системе государственного управления».
В 1976 году делегат XXV съезда КПСС.
С 1978 по 1992 год работал в аппарате Совета Министров СССР (заведующий отделом отраслевого сотрудничества постоянного представительства СССР в Совете Экономической Взаимопомощи, Институт повышения квалификации Государственного управления Академии Народного Хозяйства при Совете Министров СССР).
С 1992 по 2001 год генеральный директор Научно-производственного и коммерческого центра «Высокие Технологии» (Зеленоград).
Умер 24 июля 2003 года. Похоронен в г. Зеленоград.

## Награды
В 1974 году за вклад в организацию Научного центра микроэлектроники, формирование и развитие науки и промышленности Зеленограда удостоен Ленинской премии в составе коллектива (Валиев К. А., Гуськов Г. Я., Савин В. В., Малинин А. Ю.).
Награждён двумя орденами Трудового Красного Знамени, медалями «100 лет со дня рождения В. И. Ленина», «Ветеран труда», «850 лет Москвы», Почётной грамотой Верховного Совета РСФСР (1985).